# Коронавірусна хвороба 2019 у Нігері
Коронаві́русна хворо́ба 2019 у Ні́гері — розповсюдження пандемії коронавірусу територією Нігеру.
Перший випадок появи коронавірусної хвороби було виявлено на території Нігеру 19 березня 2020 року.
Станом на 24 березня 2020 року, було виявлено 2 інфікованих.

## Хронологія
19 березня міністр охорони здоров'я Нігеру Іді Ілліассо Майнассара повідомив про перший випадок коронавірусу в країні, інфікованим виявився 36-річний нігерієць, комірник наземного транспортного підприємства, він працював на міжнародних перевезеннях.
З 19 березня також було зачинено міжнародні аеропорти міст Ніамей та Зіндер на термін 2 тижні для міжнародних та внутрішніх пасажирських авіарейсів. Бари, нічні клуби, кінотеатри та концертні зали також зачинені з 19 березня 2020 року. Також було заборонено всі заходи за участі понад 50 людей. Обов'язкові гігієнічні заходи запровадилися на ринках, у магазинах, ресторанах, громадських та приватних закладах, при цьому між людьми, котрі знаходяться в супермаркетах, повинна бути відстань не меншою одного метра. 
Також після зустрічі прем'єр-міністра Нігеру 19 березня 2020 року, з релігійними лідерами всіх конфесій, було вирішено закрити всі релігійні місця де проводилися молитвенні церемонії.